# 心流理論

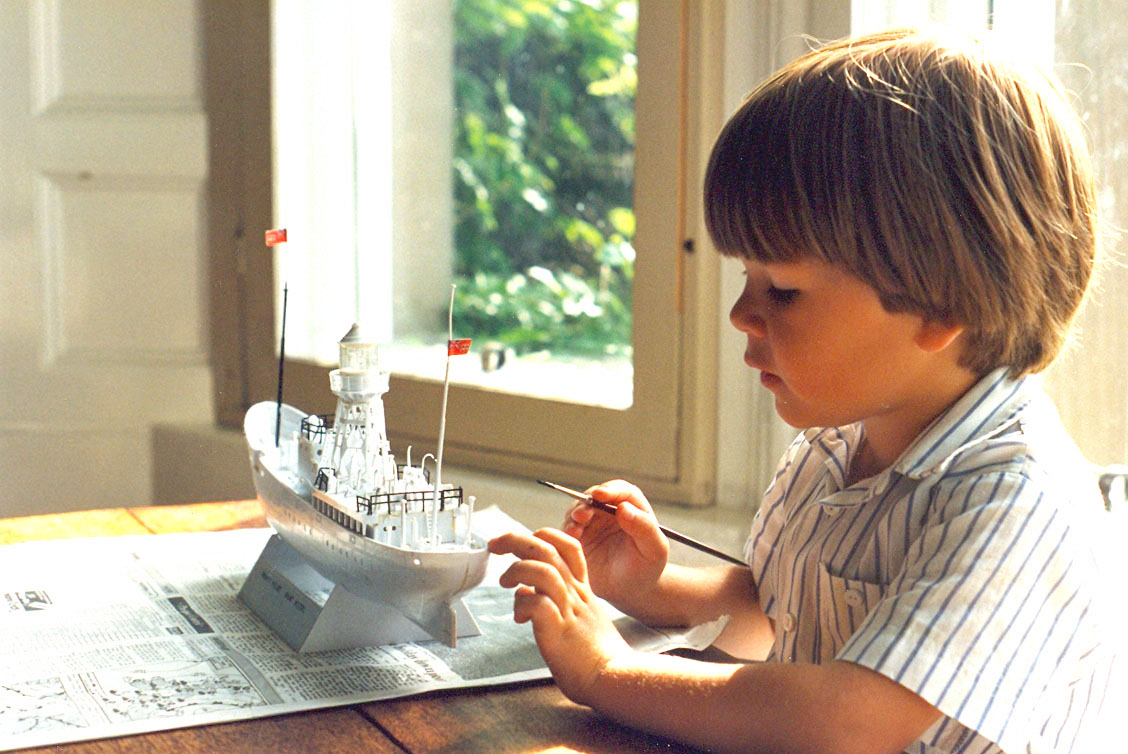
心流的狀態

心流理論（英語：Flow），亦譯神馳、沉浸，是1975年由奇克森特米哈伊·米哈伊所提出的心理學概念。其描述人類一種完全沉浸（專注）和完全投入於活動本身的心智狀態的振奮狀態。在適當的條件下，心流狀態可以變成催眠或欣喜若狂的恍惚狀態。一些科學家已將心流本身理解為一種恍惚。

## 心流的發生
米哈里·契克森認為，使心流發生的活動有以下特點：
- 我們傾向去從事的活動
- 我們會專注一致的活動
- 注意力投入在当前活动
- 动作与意识的合并
- 反省自我意识的丧失
- 有清楚目標的活動
- 有立即回饋的活動
- 我們對环境与动作有主控感—挑戰與技能之間達成平衡
- 在從事活動時我們的憂慮感消失
- 主觀的時間感改變—例如可以從事很長的時間而不感覺時間的消逝

以上項目不必同時全部存在才能使心流產生。但米哈里·契克森也提出一些方式使得一群人可以在一起工作使得每個個體都能達到心流的狀態。這種工作群體的特點包括了：
- 創意的空間排列
- 遊戲場的設計
- 平行而有組織的聚焦
- 目標群組聚焦
- 現存某項工作的改善(原型化)
- 以視覺化增進效能
- 參與者的差別是隨機的

## 心流狀態的特徵
當人們處於心流狀態，可能會出現四個特徵：
1. 自動運轉：事情做起來順手不需多加思考，身體自動發揮。
2. 時間流逝：处于心流状态中，不会在意时间的流逝，直到回到正常状态后，才会注意到已经过了多长时间。
3. 不覺他物：專注投入事物之中，導致不易察覺像是飢餓、手機震動等感覺與刺激。
4. 感到愉悅：在事情完成後，感受到愉悅、滿足、成就感等正向情緒。

## 機制
任意给定时刻，每个人能注意的訊息是有限的。米哈里·契克森在2004年的TED大会上分享的訊息大約是110比特/秒。人们用英语谈话时的交流訊息大约是60比特/秒。这也是人们在谈话时难以注意其他事物的原因。
人能够决定是否关注大部分知觉（除了天生的体内感觉如饥饿、痛觉等）。但在心流状态，人完全沉浸在手头的任务上，不会有意识决定如此，因而失去了对其他事物的感知：时间、人、分心的事、甚至基本身体需要。这是因为在心流状态人的全部注意力在手头任务，没有可分配的注意力。
米哈里·契克森稱心流狀態為「最佳体验」，因为人从中感到极高的满足。

## 其它相關領域
米哈里·契克森是第一個將心流的概念提出並以科學方法加以探討的西方科學家，不過他並非第一個注意到心流現象或發展出心流技法的人。
超過二千五百年的時間裏，東方精神傳統實踐家如道家及佛家，運用心流技法為其發展精神力的重要技法。日本禪宗使用心流來決定其表現形式。在佛教圈中，心流早已是一個被廣泛使用的詞彙。在教育領域中，「過度學習」似是心流的一項重要因素——至少在技術層面是如此。同時，許多現代運動員也在運動中經歷心流，他們稱此經驗為「在心流區」中。
值得注意的是，雖然心流的概念已廣為東西科學家、精神大師及運動員所共同認識，只有米哈里·契克森將心流的概念應用到改善西方文化構成(如遊戲場設計)的領域中。東方精神實踐家曾發展出一套完整的心流理論來促成精神力及個人之發展與自我提升。